# 唐豪

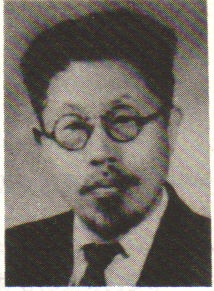
唐豪

唐豪（とう ごう）は中華人民共和国の近代体育史家。

## 概要
江蘇省呉県の出身。名は豪、字は范生。幼い頃より武術を好む。
上海交通大学武術教授の劉震南より六合拳を学ぶ。上海尚公小学校長を務める。1920年末、日本留学。法律を学ぶ。
その後、南京中央国術館編審処長を務める。河南省嵩山少林寺や温県陳家溝に出向き、現地調査し、武術史の研究を続けた。
1955年には、国家体委による中国体育史研究に参加し、「中国体育史参考資料」をまとめる。
著書には、『太極拳与内家拳』、『少林武当考』、『少林拳術秘訣考証』、『内家拳』、『王五公太極連環刀法』、『王宗岳陰府槍譜』、『中国古佚剣法』、『戚継光拳経』など。